# Rednex

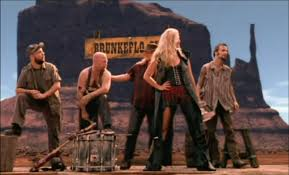
Rednex under videoinspelningen av "The Way I Mate". Billy Ray, BB Stiff, KenTacky, Whippy, Bobby Sue.

Rednex är en svensk eurodance-, folktronica- och countrygrupp, ursprungligen bestående av Mary Joe (Annika Ljungberg), Bobby Sue (Kent Olander), Ken Tacky (Arne Arstrand), Billy Ray (Jonas Nilsson) och Mup (Patric Edenberg). Gruppen nådde större framgångar under 1990-talet med låtar som "Cotton Eye Joe", "Wish You Were Here" och "The Spirit of the Hawk".
Namnet Rednex är en pluralform av det amerikanska uttrycket redneck som betyder ungefär "bonnläpp" (från södra USA).

## Bildandet och musikstilen
Rednex bildades 1994 av musikproducenterna och låtskrivarna Ranis Patric Edenberg, Örjan "Öban" Öberg och Jan Ericsson. De hade gjort musik tillsammans i fem år, bland annat i samarbete med Ola Håkansson (känd från bland annat Secret Service och Ola and the Janglers) och det då nybildade skivbolaget Stockholm Records. Gruppens musikstil kom att kallas Countrytechno, en musikstil som uppstod på olika platser i Europa ungefär samtidigt. I England hade till exempel gruppen The Grid en hit ungefär samtidigt med låten Swamp Thing, en instrumental technolåt som innehöll en banjosampling.
Som sångare anlitades Göran Danielsson och Annika Ljungberg. Övriga originalmedlemmar var Kent Olander (Bobby Sue), Urban Landgren (B.B. Stiff), Jonas Nilsson (Billy Ray) och Anders Arstrand (KenTacky). När gruppen valde att ta en paus 1997 skrev Annika Ljungberg ett internationellt skivkontrakt med BMG och gjorde solokarriär.
När Rednex ville göra comeback ett år senare höll kvarvarande medlemmar en audition för att hitta en ny sångerska. Man fann då Mia "Whippy" Löfgren, som senare kunde ses i Fame Factory i TV3. Bandet spelade in ett nytt album, Farm Out!, och släppte singlarna Way I Mate, Spirit of the Hawk och Hold Me For A While. Spirit of the Hawk rönte stor succé i Tyskland under hösten 2000 där den låg 1:a på singellistan i 9 veckor och såldes i runt en miljon exemplar.
I mars 2001 sparkades hela bandet av ägarna och ersattes av en helt ny uppsättning: den engelska sångerskan Scarlet (Julieanne Tulley), även känd som Jules Tulley i popgruppen Dreamhouse, den svenske sångaren Dagger (Anders Sandberg) och de två holländska artisterna Joe Cagg (Roy van der Haagen) och Jay Lee (Jean-Paul Engeln).
I januari 2004 byttes Joe Cagg och Jay Lee ut mot svenske Ace Ratclaw (Tor Pentén) och tyske Boneduster Crock (Björn Scheffler). I oktober 2004 hoppade Scarlet av och då kom Annika Ljungberg tillbaka som gruppens sångerska och tog under de följande fyra åren över som konstnärlig ledare, med ansvar för produktionen samt varumärket Rednex. I februari 2005 sparkade hon Boneduster Crock och ersatte honom med sin man Jens "Snake" Sylsjö. Under 2006 sparkade hon Dagger och ersatte honom med Anders "Maverick" Lundström. På våren 2007 hoppade Ace Ratclaw av.
Den 26 september 2008 meddelade Rednex skapare via en pressrelease på rednexforsale.com att samtliga bandmedlemmar skulle bytas ut från den 1 januari 2009. Det nya bandet består av de tidigare medlemmarna Scarlet, Dagger, Ace Ratclaw samt Joe Cagg. Det är andra gången som Rednex byter medlemmar helt.

## Karriär
Gruppen fick sitt stora internationella genombrott 1994 med singeln Cotton Eye Joe, och följde sedan upp med Old Pop in an Oak och balladen Wish You Were Here. De anklagades för att ha plagierat låten Cotton Eyed Joe utan att ha angivit den verkliga upphovsmannen. Detta var inte helt sant eftersom låten är en traditionell låt, vilket innebär att musiken är så gammal att ingen upphovsman är känd. Det rörde sig samtidigt bara om delar av refrängen.
Rednex har sålt mer än 10 miljoner skivor, både singlar och album, och har fått ta emot drygt 40 guldskivor i olika länder. Gruppen har haft listettor i tolv länder och sålt trippelplatina i Tyskland, där de också är den grupp som sammanlagt legat längst som nummer ett på singellistan under de senaste 30 åren - 25 veckor - vilket är sex veckor längre än tvåan Modern Talking. Rednex fick också ta emot RSH Award för mest spelade låt under 1990-talet i Tyskland. Cotton Eye Joe har också spelats in av Smurfhits i Tyskland.
År 2000 kom Rednex andra skiva Farm Out! där den stora hiten hette Spirit of the Hawk, vilken hamnade på första plats på den tyska hitlistan och användes som signaturmelodi till den tyska versionen av TV-programmet Fångarna på fortet. I Sverige framfördes låten bland annat i TV-programmet Bingolotto.
Som ytterligare hits från detta album kan nämnas Hold me for a while vars video spelades in i Kenya, Mombasa, Malindi samt låten The way I mate vars musikvideo spelades in i Belgien.
I augusti 2005 representerade Rednex Sverige under invigningsceremonin till Friidrotts-VM i Finland och uppträdde live.
2007 lades företaget Rednex AB och således varumärket Rednex ut till försäljning på eBay med startbud på $1,5 miljoner.
2008 skrev gruppen ett skivkontrakt med det tyska bolaget 313 Music / Universal Germany. Som första singel på bolaget gjorde Rednex den tyska EM-låten Football Is Our Religion, skriven och producerad av den tyske legendaren Alex Christensen (Alex C). Med den återerövrade gruppen en förstaplats på svenska singellistan.

## Melodifestivalen
2006 tävlade de i svenska Melodifestivalen som en av jokrarna med bidraget Mama Take Me Home. De tog sig via Andra chansen till finalen i Globen och slutade där på sjätteplats. Upphovsmannen Matthews Green fick ersätta bandmedlemmen Tor Pentén som blivit stångad i halsen av en get (vilket senare visades vara osant) och därmed inte kunde medverka vid framträdandet. Vid årsskiftet 2006/2007 slutade Tor Pentén i gruppen och man fortsatte med tre medlemmar. (Annika Ljungberg, Jens Sylsjö och Anders Lundström)
Bandet var klart för att tävla i den rumänska uttagningen till Eurovision Song Contest 2007 med låten Well-o-Wee i duett med den rumänska gruppen Ro-mania, men blev diskvalificerat då vissa melodislingor i låten påstods vara utgivna redan 2001. Året efter var båda grupperna tillbaka i ett nytt gemensamt bidrag; Railroad, Railroad.

## 2009–2010
En video till nya singeln "Devil's On The Loose" spelades in i Norrbyggeby den 27 augusti. Låten släpptes gratis i samarbete med The Pirate Bay 6 januari 2010.

## 2012–2014
I januari 2012 tillkännagav Rednex att de upplöser konceptet med ett permanent band för att istället satsa på flera möjliga uppsättningar. I maj släpptes singeln och videon "Racing" och i september singeln "The End" vars video spelades in i Budapest.

## Diskografi

### Studioalbum
| Sex & Violins                                                                      | - Släpptes den: 27 February 1995 - Skivbolag: Battery/Zomba Records - Format: CD, cassette | 2  | 37 | 14 | 27 | 2 | 21 | 3  | 1  | 146 | 68 | - AUT: Platinum - CAN: Platinum |
| Farm Out                                                                           | - Släpptes den: 21 november 2000 - Skivbolag: Jive Records - Format: CD, cassette          | 34 | —  | —  | —  | — | —  | 60 | 16 | —   | —  |                                 |
| "—" betecknar album som inte utgavs i det landet eller som inte gick in på listan. |                                                                                            |    |    |    |    |   |    |    |    |     |    |                                 |

### Samlingsalbum
| Titel                | Detaljer                                                                                 |
| -------------------- | ---------------------------------------------------------------------------------------- |
| The Best of the West | - "Släpptes den: 10 February 2003 - Skivbolag: Jive Records - Format: CD, music download |

### Singlar
| År                                                                                  | Singlar                    | Topplistpositioner | Topplistpositioner | Topplistpositioner | Topplistpositioner | Topplistpositioner | Topplistpositioner | Topplistpositioner | Topplistpositioner | Topplistpositioner | Topplistpositioner | Certifikat | Album                |
| År                                                                                  | Singlar                    | AUT                | GER                | NL                 | NOR                | SWE                | SUI                | UK                 | US                 | US Dance           | US Pop             | Certifikat | Album                |
| ----------------------------------------------------------------------------------- | -------------------------- | ------------------ | ------------------ | ------------------ | ------------------ | ------------------ | ------------------ | ------------------ | ------------------ | ------------------ | ------------------ | --- | -------------------- |
| 1994                                                                                | "Cotton Eye Joe"           | 1                  | 1                  | 1                  | 1                  | 1                  | 1                  | 1                  | 25                 | 5                  | 30                 | - AUT: Platinum - GER: 2× Platinum - NETH: Gold - NOR: 2× Platinum - SUI: Platinum - SWE: Platinum - UK: Gold - US: Gold | Sex & Violins        |
| 1994                                                                                | "Old Pop in an Oak"        | 1                  | 2                  | 11                 | 1                  | 1                  | 2                  | 12                 | —                  | —                  | —                  | - AUT: Platinum - GER: Platinum - NOR: Platinum - SUI: Gold                                                              | Sex & Violins        |
| 1995                                                                                | "Wish You Were Here"       | 1                  | 1                  | 26                 | 1                  | 3                  | 1                  | —                  | —                  | —                  | —                  | - AUT: Gold - GER: Platinum - SUI: Gold                                                                                  | Sex & Violins        |
| 1995                                                                                | "Wild 'N Free"             | 12                 | 18                 | —                  | —                  | 37                 | 24                 | 55                 | —                  | —                  | —                  | | Sex & Violins        |
| 1995                                                                                | "Rolling Home"             | 18                 | 42                 | —                  | —                  | 32                 | —                  | 90                 | —                  | —                  | —                  | | Sex & Violins        |
| 1997                                                                                | "Riding Alone"             | —                  | —                  | —                  | —                  | —                  | —                  | —                  | —                  | —                  | —                  | | Sex & Violins        |
| 1999                                                                                | "The Way I Mate"           | 22                 | 34                 | 58                 | —                  | 22                 | 37                 | —                  | —                  | —                  | —                  | | Farm Out             |
| 2000                                                                                | "The Spirit of the Hawk"   | 1                  | 1                  | 78                 | —                  | 10                 | 3                  | —                  | —                  | —                  | —                  | - AUT: Platinum - GER: 3× Gold - SUI: Gold                                                                               | Farm Out             |
| 2000                                                                                | "Hold Me for a While"      | 16                 | 25                 | —                  | —                  | —                  | 19                 | —                  | —                  | —                  | —                  | | Farm Out             |
| 2001                                                                                | "The Chase"                | 44                 | 65                 | —                  | —                  | —                  | 54                 | —                  | —                  | —                  | —                  | | The Best of the West |
| 2002                                                                                | "Cotton Eye Joe" (remix)   | 32                 | 83                 | —                  | —                  | —                  | —                  | —                  | —                  | —                  | —                  | | The Best of the West |
| 2006                                                                                | "Mama Take Me Home"        | —                  | —                  | —                  | —                  | 3                  | —                  | —                  | —                  | —                  | —                  | | Singlar              |
| 2006                                                                                | "Fe Fi (The Old Man Died)" | —                  | —                  | —                  | —                  | 4                  | —                  | —                  | —                  | —                  | —                  | | Singlar              |
| 2007                                                                                | "Anyway You Want Me"       | —                  | —                  | —                  | —                  | 8                  | —                  | —                  | —                  | —                  | —                  | | Singlar              |
| 2007                                                                                | "Looking for a Star"       | —                  | —                  | —                  | —                  | 4                  | —                  | —                  | —                  | —                  | —                  | | Singlar              |
| 2008                                                                                | "Railroad, Railroad"       | —                  | —                  | —                  | —                  | —                  | —                  | —                  | —                  | —                  | —                  | | Singlar              |
| 2008                                                                                | "Football Is Our Religion" | —                  | 59                 | —                  | —                  | 1                  | —                  | —                  | —                  | —                  | —                  | | Singlar              |
| 2010                                                                                | "Devil's on the Loose"     | —                  | —                  | —                  | —                  | —                  | —                  | —                  | —                  | —                  | —                  | | Singlar              |
| "—" betecknar singel som inte utgavs i det landet eller som inte gick in på listan. |                            |                    |                    |                    |                    |                    |                    |                    |                    |                    |                    | |                      |